# Diana Cooper

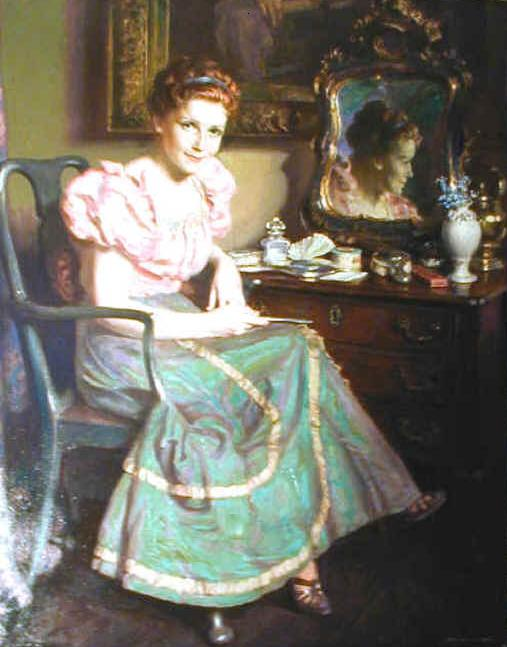
Porträt von Lady Diana Cooper, spätere Viscountess Norwich, um 1920

Diana Olivia Winifred Maud Cooper, Viscountess Norwich (* 29. August 1892 in London als Lady Diana Manners; † 16. Juni 1986 ebenda) war eine britische Schauspielerin, Schriftstellerin und eine der führenden Persönlichkeiten in der Londoner High Society zu Beginn des 20. Jahrhunderts. Besser bekannt war sie als Lady Diana Cooper.

## Leben
Lady Diana Manners war offiziell das jüngste von fünf Kindern des Politikers Henry John Brinsley Manners, 8. Duke of Rutland (1852–1925) und seiner Ehefrau Marion Margaret Violet Lindsay (1856–1937). Ihr biologischer Vater war der Schriftsteller Henry Cockayne-Cust (1861–1917), mit dem ihre Mutter eine leidenschaftliche Affäre verband. Lady Diana wuchs zusammen mit ihren Geschwistern auf Haddon Hall und Belvoir Castle in Leicestershire auf. Sie erhielt eine umfassende Ausbildung und galt als ausgesprochen intelligent und frühreif.

### Frühe Jahre
Als Diana Manners 10 Jahre alt war, wurde bei ihr eine Krankheit diagnostiziert, die zu Lähmungen führte und sie fünf Jahre lang stark beeinträchtigte. Sie wurde aufgrund dieser Einschränkungen von ihrer Familie daher besonders umsorgt. Im Jahre 1910 wurde sie in die Gesellschaft eingeführt. Zu dieser Zeit wurde ihre anmutige Erscheinung erstmals publik und sie wurde als „Queen of beauty“ („Königin der Schönheit“) gefeiert und erlangte damit Berühmtheit.

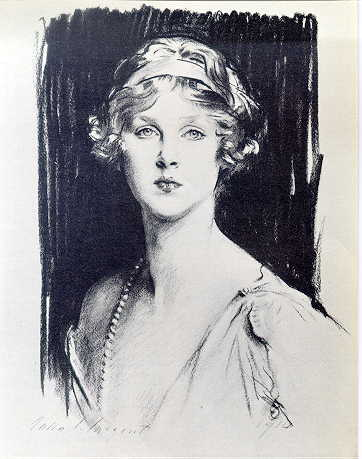
John Singer Sargent: Lady Diana Manners, spätere Lady Diana Cooper, Kohlezeichnung, 1914

Lady Diana Manners gehörte der Corrupt Coterie, auch The Coterie genannt, an, einer einflussreichen Gruppe von jungen englischen Aristokraten und Intellektuellen der 1910er Jahre. Nach dem Tod von Raymond Asquith, Patrick Shaw-Stewart, Edward Horner und Sir Denis Anson – die ersten drei fielen im Ersten Weltkrieg – fand die Gruppe, die in der Klatschpresse wiederholt Schlagzeilen produziert hatte, ihr Ende. Auch Diana wurde kritisiert, da in ihrem Beisein bei einer Party im Jahr 1914 Sir Dennis Anson für eine Mutprobe die Themse durchschwimmen sollte und dabei ertrank; diese Tragödie verfolgte sie ihr ganzes Leben lang. So verblieb Alfred Duff Cooper (1890–1954) als letztes überlebendes männliches Mitglied der Corrupt Coterie.
Nach einer Ausbildung während des Ersten Weltkriegs und ihrer Tätigkeit als Krankenschwester im Guy’s Hospital und im Krankenhaus ihrer Eltern, das sie in ihrem Haus in der Arlington Street in London gegründet hatten, arbeitete sie später als Kolumnistin bei einer Frauenzeitschrift Femina.
Dianas Mutter, die damalige Duchess of Rutland, hegte die Hoffnung, dass ihre jüngste Tochter den Prince of Wales und späteren König Eduard VIII., heiraten und somit die zukünftige Königin von Großbritannien werden würde. Am 2. Juni 1919 heiratete Lady Diana Manners allerdings in London den englischen Politiker, Diplomaten und Autor Sir Alfred Duff Cooper, Sohn des angesehenen Arztes Sir Alfred Cooper und der Lady Agnes Cecil Emmeline Duff sowie ein Neffe von Alexander Duff, 1. Duke of Fife. Aus der Ehe, die nach vielen Berichten von der Untreue ihres Mannes geprägt war, ging ein Sohn hervor:
- John Julius Cooper (1929–2018), 2. Viscount Norwich; Fernsehmoderator und Autor.

⚭ 1952–1985 Anne Frances May Clifford (* 1929)
⚭ 1989 The Hon. Mary Makins (* 1944), geschiedene Baroness Milford

### Schauspielkarriere
Um Geld zu verdienen, hatte Diana Manners bereits vor ihrer Ehe in zwei unbekannten Filmen mitgewirkt und sich so den Ruf einer fleißigen Schauspielerin und einer transzendenten Schönheit erworben. Duff Coopers Wunsch in die Politik zu gehen erhöhte zusätzlich den Bedarf an Geld und sie war froh, als Max Reinhardt ihr das Angebot unterbreitete die „Madonna“ in dem Stück The Miracle („Das Mirakel“) von Karl Gustav Vollmoeller zu spielen. Dieses Theaterstück wurde erstmals von November 1923 bis zum Mai 1924 in den USA im Century Theatre in New York City aufgeführt. Die hierbei erzielte Gage erlaubte es ihrem Mann 1924 als Abgeordneter für Oldham ins Unterhaus des Britischen Parlaments einzuziehen. Lady Diana Cooper wechselte sich in ihrer Rolle mit Maria Carmi ab, den Spielmann gab Werner Krauß. Das Stück feierte internationalen Erfolg und tourte zwei Jahre lang mit der gleichen Besetzung durch Amerika. 1925 stand „Das Mirakel“ auf dem Programm der Salzburger Festspiele. Ab 1927 gab es Tourneen durch ganz Europa und 1932 machte es in London Station. Die letzte Aufführung fand im Januar 1933 statt. Lady Diana spielte später in mehreren Stummfilmen mit, ebenso wie im ersten britischen Farbfilm.

### Späte Jahre
Alfred Duff Cooper war zwischen 1944 und 1948 britischer Botschafter in Paris. Die Arbeit des konservativen Diplomaten für eine französisch-britische Freundschaft und das soziale Wirken seiner Frau, Lady Diana Cooper, trugen viel zu ihrer Beliebtheit in Frankreich bei. Ende der 1940er Jahre lebte das Ehepaar getrennt, nachdem Coopers Liaison mit der amerikanischen Diplomatengattin Susan Mary Alsop in der Öffentlichkeit bekannt wurde. Cooper galt als Womanizer und unterhielt mehrere außereheliche Beziehungen, unter anderem mit Daisy Fellowes, Louise Lévêque de Vilmorin und Maxime de La Falaise. Lady Diana lebte bis zu seinem Tod in Chantilly. 1952 wurde Alfred Duff Cooper in Anerkennung seiner literarischen und politischen Verdienste zum Viscount Norwich erhoben. Lady Diana lehnte es ab, den Titel Viscountess Norwich zu führen, weil dieser sich wie Porridge anhöre. Sie gab in einer Zeitungsanzeige bekannt, dass sie weiter als Lady Diana Cooper angesprochen werden wolle.
In den späten 1950er Jahren zog sich Lady Diana immer mehr aus der Öffentlichkeit zurück und widmete sich hauptsächlich ihren literarischen Arbeiten. Sie starb im Alter von 93 Jahren an den Folgen eines Herzinfarkts und wurde auf den Familiensitz bestattet.

## Literarische Rezeption
Diana Cooper diente dem Schriftsteller Evelyn Waugh, mit dem sie befreundet war, als Vorbild für die Figur der Mrs. Stitch, die mehrfach in seinen Romanen auftritt (darunter in Scoop und Officers and Gentlemen).

## Theater und Filmografie (Auswahl)

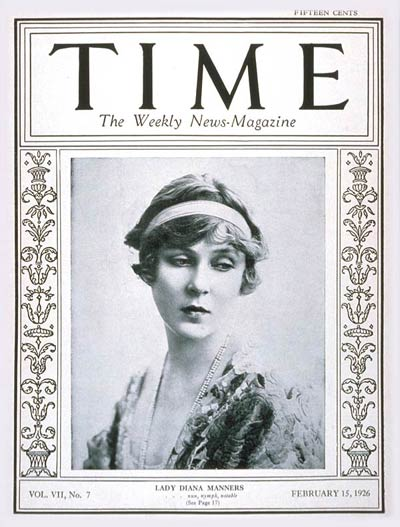
Time Magazine (15. Februar 1926)

- 1918: Hearts of the World (Stummfilm) – Regie: D. W. Griffith
- 1918: The Great Love (Stummfilm) – Regie: D. W. Griffith[5]
- 1922: The Glorious Adventure – Regie: James Stuart Blackton
- 1923: The Virgin Queen – Regie: James Stuart Blackton
- 1924: Das Mirakel (The Miracle, Pantomime) – Inszenierung: Max Reinhardt

## Name in verschiedenen Lebensphasen
- 1892–1919: The Lady Diana Manners
- 1919–1952: The Lady Diana Cooper
- 1952–1954: Rt. Hon. The Viscountess Norwich
- 1954–1986: The Rt. Hon. The Dowager Viscountess Norwich

## Schriften (Auswahl)
- Deux lettres de Lady Diana C[ooper] à Francis Poulenc, Paris, British Embassy, 28 décembre 1945 et Rome, s. d. (Manuskript). 1945, OCLC 494255256.
- Lady Diana Cooper: Die Memoiren der Lady Diana Cooper. (Originaltitel: Band 1: The Rainbow comes and goes., Band 2: The Light of common day., Band 3: Trumpets from the steep. übersetzt von Maria Wolff) Insel-Verlag, Frankfurt am Main 1962, DNB 450825191.
- Diana Cooper: Autobiography. (Nachdruck der Originalausgabe von 1958 bis 1960). Carroll & Graf, New York 1985, ISBN 0-881-84131-5.
- The Rainbow Comes and Goes. (Nachdruck der Ausgabe: Hart and Davis, London 1958). in: Century lives & letters. Century, London 1984, ISBN 0-712-60452-9.
- The Lights of Common Day. (Nachdruck der Ausgabe: Hart and Davis, London 1959). in: Century lives & letters. Century, London 1984, ISBN 0-712-60956-3.
- Trumpets from the Steep. (Nachdruck der Ausgabe: Hart and Davis, London 1960). in: Century lives & letters. Century, London 1984, ISBN 0-712-60957-1.
- Rex, from „Woman’s Weekly“. 1985, OCLC 734055572.
- Darling Monster: The Letters of Lady Diana Cooper to her Son John Julius Norwich 1939–1952. (Herausgegeben von John Julius Norwich). Chatto & Windus, London 2013, ISBN 978-0-701-18779-8.